# غدي فرنسيس
غدي فرنسيس، صحافية ومراسلة ميدانية ومعدة برامج وكاتبة لبنانية من مواليد قضاء الكورة في شمال لبنان (9 نيسان 1989). حائزة على إجازة في علوم الحياة من الجامعة اللبنانية.
اشتهرت بتغطيتها لمجريات الحرب الأهلية السورية، عرفت بمعارضتها للنظام والمعارضة السورية معا حيث منعها النظام السوري من الدخول إلى سوريا في تموز 2011 وكذلك حاربتها فصائل المعارضة السورية حيث اعتقلها لواء التوحيد في مدينة الباب في حلب عام 2012.
وصلت إلى قطاع غزة بالأنفاق، وكانت أول من وصل إلى إمارة القاعدة في أبين جنوب اليمن، دخلت القصير قبل حزب الله بعام، وكذلك القلمون. وثقت الحدود السورية من الجهات جميعها، أصدرت كتابا عام 2011 جمعت فيه شهادتها عن الحرب السورية عن دار الساقي عنوانه «قلمي وألمي- مئة يوم في سوريا». في رصيدها أكثر من ألف مقال حول المنطقة والبلاد العربية وأكثر من 60 حلقة توثيقية و300 تقرير تلفزيوني، كرّمت في اليمن وسوريا والبحرين وإيران والعراق وروسيا، من قبل المجتمع المدني. استقبلها السيد الرئيس بشار الأسد رئيس الجمهورية العربية السورية في سورية ضمن مجموعة من إثنا عشر صحفي من مختلف البلاد العربية وذلك بعد منعها من دخول سوريا، وقد برر منع الدخول السابق بإنه كان قرار ضابط أمن ما وليس صادراً عن القيادة السياسية.

## السيرة المهنية

### البداية
بدأت بالعمل في الصحافة المكتوبة في عمر 17 سنة، بالكتابة في صفحة الشباب في جريدة السفير، ثم كتبت في جريدة البناء، ثم الأخبار، وكانت أول من كتب من الميدان إبان الانتفاضة السورية 2011. في أيلول 2011 بدأت بالعمل كمراسلة تلفزيونية في قناة الجديد، وفي تشرين 2012 بدأت إعداد وثائقيات عن الحدود السورية - اللبنانية نشر منها 3 ضمن برنامج خاص اسمه «ميداني» على قناة الميادين، وثقت الحدود الملتهبة بين الهرمل في لبنان والقصير في حمص قبل دخول قوات حزب الله إلى المعركة. دخلت عبر عرسال اللبنانية إلى القلمون السورية وكانت أول من أعد وثائقي عن مدينة يبرود وعن قرى القلمون وبلداته الساقطة بيد المجموعات المسلحة وعرض ذلك على الميادين.

### اختطافها
في نهاية عام 2012 وأثناء إعدادها لعمل استقصائي في ريف حلب حيث دخلت تهريباً عبر تركيا، تعرّفت المجموعات المسلحة على هويتها الحقيقية فتم اعتقالها 4 ساعات من قبل لواء التوحيد ونشر الإعلام اللبناني أنها خطفت. لكن تم إطلاق سراحها بعد تحقيق أظهر لهم أن موادها المصورة خالية من الأمور العسكرية ووساطة بعض الإعلاميين في الميادين المنتمين إلى أحزاب إسلامية.

### دخول غزة
في كانون الثاني 2013 طلب منها أن تحاضر في جامعة الدول العربية، وأثناء تواجدها في مصر، نسقت للذهاب إلى غزة مع زملائها من راديو يتبع للجبهة الشعبية لتحرير فلسطين. دخلت فلسطين عبر الأنفاق وبقيت في غزة أسبوع حيث وثقت كل شيء وعاشت تلك الحياة كأهلها، وكتبت تجربتها بعدة مقالات.

### خط تماس
في آذار 2013 تعاقدت مع محطة أو تي في اللبنانية على برنامج اسمه «خط تماس» تقوم فيه بإنتاج وإعداد وتصوير وتقديم كل المحتوى الذي يأخذ المشاهد إلى الأرض والمواضيع المرتبطة مباشرة بالحرب السورية والمنطقة بشكل عام.

## عملها الخاص
في نهاية عام 2014 عادت إلى طرابلس وباشرت بتأسيس شركتها الخاصة "Gaia media" التي هي أساس عملها حتى هذا اليوم. الشركة هي عبارة عن غدي حيث تقدم كل أنواع الخدمات الإعلامية من تدريب، إنتاج، حملات، استراتيجيات إعلامية، استشارات، نشر الخ.
عام 2017 افتتحت مكتبا في بابل في العراق حيث دربت كادر إذاعة «منتصرون» وكذلك واكبت ملف مجزرة سبايكر مع جمعية «الباذلون» ونفذت معرضاً للمقاومة العراقية وتدريب حقوقي لعوائل شهدا سبايكر. عام 2018 ترأست الحملة الميدانية والإعلامية لحركة بابليون في الانتخابات العراقية. عام 2019 بدأت بالتوسع كشركة نحو إمكانية افتتاح مكتب في قطر ومع اندلاع الانتفاضة اللبنانية فضلت التركيز على ما يجري في بيروت. عام 2020 بدأت التعاون مع محطة wion العالمية كصوت من بيروت ناطق بالإنكليزية، بتحقيقات لم تشمل فقط لبنان إنما من تجربتها حول المنطقة والعالم. في تشرين 2020 بدأت تقديم برنامج «بريد غرب آسيا» الذي يبث أسبوعيا ويغطي بلدان المنطقة جميعها.